# Крістіан Гансен
Крістіан Гансен (нім. Christian Hansen; нар. 10 квітня 1885, Шлезвіг — пом. 7 серпня 1972, Гарміш-Партенкірхен) — німецький воєначальник часів Третього Рейху, генерал артилерії (1944) вермахту. Кавалер Лицарського хреста Залізного хреста (1940). Учасник Першої та Другої світових війн. На військовій службі з 1903 року, проходив службу переважно в артилерійських підрозділах, частинах та з'єднаннях. Під час німецько-радянської війни командир X армійського корпусу, що бився на північному фланзі, участь у блокаді Ленінграда, бої в Білорусі.

## Біографія
Військова кар'єра
- 14 листопада 1903 — фенрих
- 18 серпня 1904 — лейтенант
- 18 серпня 1912 — обер-лейтенант
- 8 листопада 1914 — гауптман
- 1 лютого 1926 — майор
- 1 грудня 1930 — оберст-лейтенант
- 1 квітня 1933 — оберст
- 1 квітня 1936 — генерал-майор
- 1 березня 1938 — генерал-лейтенант
- 1 червня 1940 — генерал артилерії

Крістіан Гансен народився 10 квітня 1885 року у місті Шлезвіг. 1 березня 1903 року поступив фанен-юнкером до 9-го Шлезвіг-Гольштейнського артилерійського полку у Кобленці. 18 серпня 1904 року йому присвоєне звання лейтенант.
З 1 жовтня 1906 року він навчався у Військово-технічній академії в Шарлоттенбурзі, яку закінчив у вересні 1907 року. Згодом пройшов курс підготовки у новій артилерійській школі в Нідержверені. З 1 жовтня 1910 по 21 липня 1913 року навчання у Прусській військовій академії в Берлін. З 1 квітня 1914 Хансен був відряджений для проходження служби до Генерального штабу.
З початком Першої світової війни Гансен повернувся до свого полку і незабаром після цього 17 серпня 1914 року переведений офіцером до штабу 6-ї армії. 19 вересня 1914 року він був переведений до штабу армійської групи генерала від інфантерії Германа фон Штранца. З 25 січня 1915 року Гансен працював офіцером з надання допомоги штабу 10-ї армії генерал-полковника Германа фон Ейхгорна, потім був відряджений до штабу 33-ї резервної дивізії кайзерівської армії. 14 березня 1917 року він був переведений в оперативне управління Великого Генерального штабу, де він залишався до закінчення війни.
Після розпаду Німецької імперії залишився на військовій службі в рейхсвері. Проходив службу на різних штабних та командних посадах. Командував артилерійською батареєю 2-го (Прусського) артилерійського полку в Штеттіні, начальник оперативного відділу штабу 1-ї дивізії в Кенігсберзі, при штабі військово-морської бази на Балтійському морі в Кілі, викладав у піхотній школі Дрездена. З 1 жовтня 1932 начальник курсу в артилерійській школі Ютербога. 1 жовтня 1933 року призначений командиром 1-го (Прусського) артилерійського полку в Кенігсберзі. 1 квітня 1936 року Гансен отримав звання генерал-майор, 6 жовтня 1936 року став командиром 25-ї піхотної дивізії в Людвігсбурзі.
На початок Другої світової війни Гансен командував 25-ю дивізією, яка у складі IX армійського корпусу генерала артилерії Фрідріха Долльмана дислокувалася на західному кордоні Німеччини в Саарі, під час агресії вермахту проти Польщі. З 15 жовтня 1939 року його призначили командиром X армійського корпусу. 1 червня 1940 року йому присвоєне звання генерал артилерії.
12 жовтня 1943 року генерала Гансена призначили тимчасово виконувати обов'язки командувача 16-ї армії і 4 листопада 1943 року затвердили на цій посаді. Однак, внаслідок хвороби 15 липня 1944 року його відсторонили із займаної посади та вивели до резерву фюрера.
31 грудня 1944 року Крістіана Гансена звільнили з лав збройних сил та відправили на пенсію.